# Mundani
Die Sprache Mundani ist eine Graslandsprache des Kamerun.
Es wird vom Volk der Mundani gesprochen und hatte im Jahre 1987 noch 34.000 Sprecher.